# Terry Sawchuk

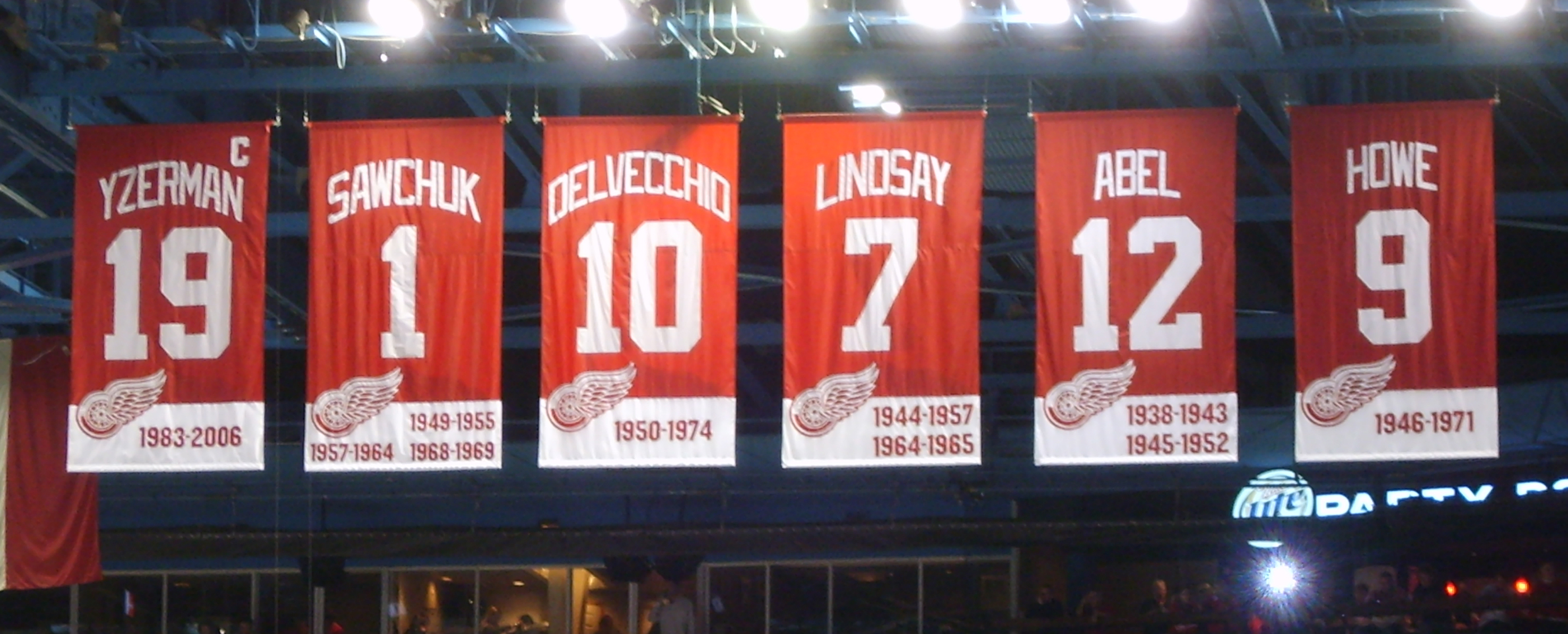
Terry Sawchuks tröja #1 finns upphängd i taket i Joe Louis Arena i Detroit.

Terence Gordon "Terry" Sawchuk, född  28 december 1929 i Winnipeg, Manitoba, död 31 maj 1970 i New York, var en kanadensisk professionell ishockeymålvakt som spelade 21 säsonger i National Hockey League för Detroit Red Wings, Boston Bruins, Toronto Maple Leafs, Los Angeles Kings och New York Rangers.

## Karriär
Under sin långa karriär vann Terry Sawchuk 501 matcher, 447 under grundserien – ett rekord som stod sig i 30 år – och 54 i slutspelet, och noterade därtill 115 nollor, varav grundseriens 103 är näst bäst i NHL. Sawchuk har även NHL-rekordet för flest oavgjorda grundseriematcher med 172. 
Sawchuk gjorde sig ett namn redan som rookiemålvakt i Detroit Red Wings säsongen 1950–51 och blev både tilldelad Calder Trophy som ligans bästa nykomling och uttagen i NHL First All-Star Team, vilket bevisade att han var ligans bäste målvakt.
Säsongen efter, 1951–52, ledde Sawchuk Detroit Red Wings till Stanley Cup-seger genom åtta raka segrar, varav han höll nollan fyra gånger och släppte in fem mål på övriga fyra matcher.
Under sina första fem NHL-säsonger ledde Sawchuk hela ligan i antalet segrar och blev uttagen i antingen First eller Second All Star Team. Därefter, inför säsongen 1955–56, blev Sawchuk bortbytt från Red Wings till Boston Bruins där han inte trivdes och efter två mindre lyckade säsonger bestämde sig för att sluta med ishockeyn. Emellertid hamnade han tillbaka i Detroit och fortsatte spela där i flera år, innan han 1964 hamnade i Toronto Maple Leafs, där han både kom att belönas med sin karriärs fjärde Vezina Trophy och dessutom ledde klubben till deras senaste Stanley Cup-seger 1967.

## Meriter
- Stanley Cup – 1951–52, 1953–54, 1954–55 och 1966–67
- Vezina Trophy – 1951–52, 1952–53, 1954–55 och 1964–65
- Calder Trophy – 1950–51
- Lester Patrick Trophy – 1970–71
- NHL First All-Star Team – 1951–52 och 1952–53
- NHL Second All-Star Team – 1953–54, 1954–55, 1958–59 och 1962–63
- Invald i Hockey Hall of Fame 1971